# Vicente Boric Crnosija
Vicente Boric Crnosija (1907. – 1986.) je čileanski književnik hrvatskog podrijetla iz Punta Arenasa.
Godine 1984., objavio je zbirku proznih prizora u stilu kostumbrizma. U tom je djelu opisao život hrvatske iseljeničke zajednice s čilskog juga.  Pisao je nadbožne igrokaze.
Brat je biskupa Vladimira Borića.